# 通利妥
多庫酯也稱為通利妥，是陰離子雙(2-乙基己基)磺基琥珀酸鹽的常見化學和藥物名稱，通常也稱為磺基琥珀酸二辛酯 (簡稱DOSS)。
這種陰離子鹽類，特別是多庫酯鈉（docusate sodium），在醫學上廣泛用作瀉藥和軟便劑（Emollient agents (stool softeners）），透過口服或是直腸給藥方式給藥。有些研究聲稱多庫酯在改善便秘方面並不比安慰劑更有效。其他用於醫療用途的多庫酯鹽類包括鈣鹽和鉀鹽。多庫酯鹽也用作食品添加劑、乳化劑、分散劑和表面活性劑等。
此藥物已被納入世界衛生組織基本藥物標準清單之中。它於2021年在美國最常使用處方藥中排名第257，開立的處方箋數量超過400萬張。在同一年，多庫脂與番瀉苷組成的複方藥是美國排名第275的最常使用處方藥，開立的處方箋數量超過80萬張。

## 歷史
於美國氰胺公司（於2009年併入輝瑞製藥）服務的Coleman R. Caryl和Alphons O. Jaeger兩位於1937年為公司取得多庫酯鈉的專利，美國氰胺公司以Aerosol OT為品牌，將此產品作清潔劑銷售許多年。
兩位研究人員James L. Wilson和David G. Dickinson於1955年首次提出將此物質用於治療便秘，以Doxinate作為品牌，迅速受到廣泛使用。

## 醫療用途

### 便秘
多庫酯鈉的主要醫療用途是作為瀉藥和軟便劑，針對便秘進行治療。此藥物在痔瘡和肛裂等肛門直腸疼痛性疾病中可協助避免患者因用力排便而引起疼痛。
個體於口服給藥後，通常會在1至3天內排便，而直腸給藥通常會在20分鐘內見效。
此藥物被推薦作為兒童用軟便劑。
然而此藥物對便秘的有效性缺乏證據支持。多項研究發現多庫酯在改善便秘方面並不比安慰劑更好。其他研究發現它在治療慢性便秘的作用不如洋車前子。
該藥物可用於正在使用類阿片藥物治療的個體（服用類阿片藥物，通常會導致腸胃蠕動緩慢，發生便秘的問題），但若長期使用可能會引起消化道不適。

### 其他醫療用途
於耳朵灌洗以清除耳垢，特別是在耳塞的情況下，使用多庫酯鈉可能會有幫助。
多庫酯鈉也用作藥物片劑生產中的潤滑劑，以及外用製劑和其他懸浮液中的乳化劑。

### 注意事項與禁忌症
個體於懷孕期間和進行母乳哺育期間使用多庫酯鈉，對於胎兒，或是嬰兒似無安全上顧慮。
不建議患有闌尾炎、急腹症或腸阻塞的患者使用多庫酯。
口服此藥物時，應同時攝取大量的水。

### 副作用
使用藥物後的副作用並不常見，縱然有也通常屬於輕微，包括胃痛、腹部痛性痙攣或腹瀉，若長期使用會導致效果降低，且可能造成腸道功能不良。
該藥物可能會導致嚴重的過敏反應。多庫酯的最嚴重副作用是直腸出血，但非常罕見。

### 藥物交互作用
多庫酯可能會增加其他藥物（例如丹蒽醌（一種瀉藥））的吸收。

### 作用機轉
多庫酯是一種陰離子表面活性劑，其作用是降低糞便的表面張力，讓更多的腸道水分和脂肪與糞便結合，而減少與便秘相關的壓力和不適。
多庫酯不會停留在胃腸道中，而是經過廣泛的代謝後被吸收進入血液，並通過膽汁排出體外。
多庫酯的作用不一定全由其表面活性劑特性導致。透過灌注研究顯示多庫酯有抑制小腸部分（稱為空腸）的液體吸收或刺激分泌作用。

### 藥品品牌名稱
在美國，藥用多庫酯鈉有多種品牌名稱：Aqualax、Calube、Colace、Colace Micro-Enema、Cortol Softgel Extra Gentle、DC-240、Dialose、Diocto、Dioctocal、Dioctosoftez、Dioctyn、Dionex、Doc- Q -Lace、Docu Soft、Docucal、Doculax、Docusoft S、DOK、DOS、Doss-Relief、DSS、Dulcolax -Stool Softener（不要與Dulcolax品牌下銷售的另一種藥物比沙可啶（bisacodyl）混淆，bisacodyl是種瀉藥） 、Ex-Lax Stool Softener、Fleet Sof-Lax、Genasoft、Kasof、Laxa-basic、Modane Soft、Octycine-100、Pedia-Lax、Preferred Plus Pharmacy Stool Softener、Regulax SS、 Sulfalax Calcium、Sur -Q-Lax、SurfakStool Softener和Therevac-SB。也有其通用名藥物在市面流通。
在英國，二辛基磺基琥珀酸鈉（多庫酯鈉）以Docusol (Typharm Ltd.製藥出品) 和DulcoEase (百靈佳殷格翰製藥出品) 的品牌於市面銷售。
在澳大利亞，多庫酯鈉以 Coloxyl及Coloxyl加上決明屬的複方劑形式出售。
在印度，市面銷售的此類藥物包括Alembic Pharmaceuticals出品的Laxatin、RAPTAKOS BRETT & CO LTD出品的Doslax、阿斯特捷利康製藥出品的Cellubril和Stadmed Private Limited出品的Laxicon。

## 其他用途
多庫酯鈉被廣泛用作表面活性劑（通常使用Aerosol-OT商品名稱）。它的不同尋常之處在於能夠在不使用輔助表面活性劑的情況下形成微乳液，並且具有豐富多樣的水相行為，包括多個液晶相。

### 食品添加劑
多庫酯鈉已被美國食品藥物管理局（FDA）核准為"公認安全"(GRAS) 添加劑，在多種食品中用作表面活性劑、穩定劑、增稠劑、潤濕劑、加工助劑、增溶劑、乳化劑和分散劑。食品中的最高含量為0.5%（按重量計），例如經巴斯德殺菌的乳酪醬、奶油乳酪和沙拉醬。FDA也核准其在碳酸和非碳酸飲料中用作調味劑的潤濕劑或增溶劑，含量最高為百萬分之十。

### 分子膠囊
多庫酯鈉是反分子膠囊研究中最為廣泛使用的表面活性劑。

### 非醫療品牌名稱
多庫酯鈉歷來以其表面活性劑特性發展出眾多商用品牌名稱，包括DSSj Aerosol OT、Alphasol OT、Colace、Complemix、Coprol、Dioctylal、Dioctyl-Medo Forte、Diotilan、Diovac、Disonate、Doxinate、Doxol 、Dulsivac、Molatoc 、Molofac、Nevax、Norval、Regutol、Softili、Solusol、Sulfimel DOS、Vatsol OT、Velmol和Waxsol。

## 化學

### 結構與性質
多庫酯陰離子的結構式為R–O–C(=O)–CH(SO−
3)–CH
2–C(=O)–O–R。
此化合物是一種白色蠟狀塑膠固體，具有辛醇的氣味。於約220°C時開始分解。

### 合成
多庫酯鈉可由馬來酸二辛酯用亞硫酸氫鈉處理而得。亞硫酸氫根陰離子加到雙鍵上：
–CH=CH– + HSO−
3 → –CH(–SO−
3)–CH
2–

## 毒性
攝取多庫酯鈉會導致的副作用有腹瀉、腸脹氣，偶爾會出現絞痛。目前尚無致癌、致突變或致畸的證據。

### 海洋物種
多庫酯鈉對甲殼動物如寄居蟹-Clibanarius erythropus和 - 蝦 - 褐蝦毒性較低。對軟體動物的毒性差異很大。

### 淡水物種
此物質對虹鱒有劇毒，純物質48小時後的半數致死濃度（LC50）為0.56毫克/升（mg/L）。而對虹鱒魚苗僅有輕微到中度的毒性。對異形波魚有輕微毒性（48小時後的半數致死濃度為27毫克/升的60%濃度製劑）。

## 外部連結
- Stool Softeners （页面存档备份，存于） at the N.I.H. PubMed Health resource.